# Sidi Youssef Ben Ali
Pour le saint à qui le quartier doit son nom, voir Sidi Youssef Ben Ali (saint).
Sidi Youssef Ben Ali est un des 5 arrondissements de Marrakech, ville faisant partie de la préfecture de Marrakech, dans la région Marrakech-Safi. 
Le quartier de Sidi Youssef Ben Ali se situe au sud-est de l'agglomération de Marrakech. Il est délimité à l'ouest par les Jardins de l'Agdal, au nord par Bab Aghmat et son cimetière, à l'est par l'oued Issil et au sud par Douar Dlam, dont il forme le prolongement.
Depuis les élections communales de 2021, le Président de cet arrondissement est Mohamed Nakil (محمد نكيل)[réf. souhaitée].

## Origine du nom
Sidi Youssef Ben Ali Essanhaji, est considéré comme l’un des plus grands anachorètes du Maroc et l’une des illustres figures du soufisme, grâce à sa sobriété. C'est le aussi premier saint des Sept saints de Marrakech, ville où il naquit et vécut. Un édifice de la médina lui est consacré : la mosquée Ben Youssef qui date de l’époque Almoravide.

## Histoire
Le quartier s'est formé à partir des années 1920, dans le prolongement de la médina. Alors constitué d'un habitat informel, le quartier est le réceptacle des premières vagues d'exode rural que connaît la ville. Dans les années 1950, le quartier est un foyer insurrectionnel contre les autorités coloniales.

## Habitat
Sidi Youssef Ben Ali est un secteur de Marrakech intégralement composé de quartiers populaires. La partie ancienne de Sidi Youssef Ben Ali est traversée par les avenues Hoummane El Fetouaki et Al Msalla. Elle forme un tissu urbain très dense. À partir des années 1980, cette partie ancienne s'est vue juxtaposer, à l'ouest et au sud, d'autres composantes urbaines mieux pourvues en établissements scolaires, sportifs et sanitaires. Les axes de circulation y sont plus larges. Ces quartiers sont Sidi Youssef Ben Ali 3, 4 et Jbilate.

## Démographie de l'arrondissement
L'arrondissement de Sidi Youssef Ben Ali a connu, de 1994 à 2004 (années des derniers recensements), une hausse de population, passant de 136 532 à 164 935 habitants. En 2020, l'arrondissement comptait 212 866 habitants.